# 頸襻
頸襻（Ansa cervicalis），舊稱舌下襻（Ansa hypoglossi）。頸襻是頸部的一對圈狀神經，屬於頸神經叢（cervical plexus）的一部分。它位於頸部前側頸動脈三角內。「Ansa」在拉丁文裡是「手柄」的意思。
舌骨下肌共有四對，頸襻支配其中三對：
- 胸舌骨肌（英语：sternohyoid muscle）
- 胸甲肌（英语：sternothyroid muscle）
- 肩胛舌骨肌（英语：omohyoid muscle）

第四對舌骨下肌是甲狀舌骨肌，它的位置最高，與頦舌骨肌共同受舌下神經攜帶的C1神經纖維支配。

## 神經根
頸襻具有上下兩個神經根。

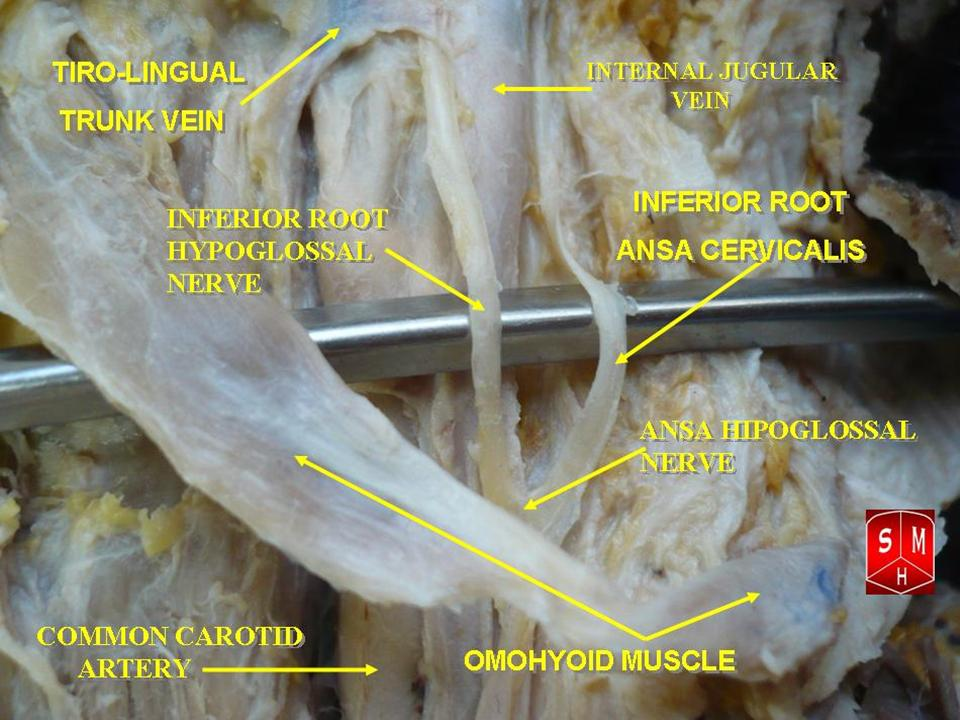
大體解剖學所見的頸襻畫面

頸襻上神經根（superior root of the ansa cervicalis）源於C1，神經纖維經過舌下神經，再分叉形成頸襻上神經根。上根進入頸動脈三角，繞過枕動脈，下降進入頸動脈鞘，分出支配肩胛舌骨肌上腹、胸甲肌及胸舌骨肌上半的肌肉支，最後與下神經根吻合。
頸襻下神經根（inferior root of the ansa cervicalis），又稱頸降神經（descendens cervicalis），源於C2及C3，支配肩胛舌骨肌下腹、胸甲肌及胸舌骨肌下半，最後與上神經根吻合。

## 圖像

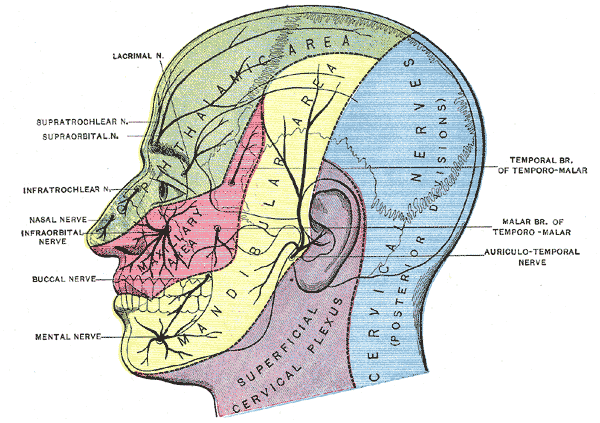
紫色部分由頸神經叢支配。
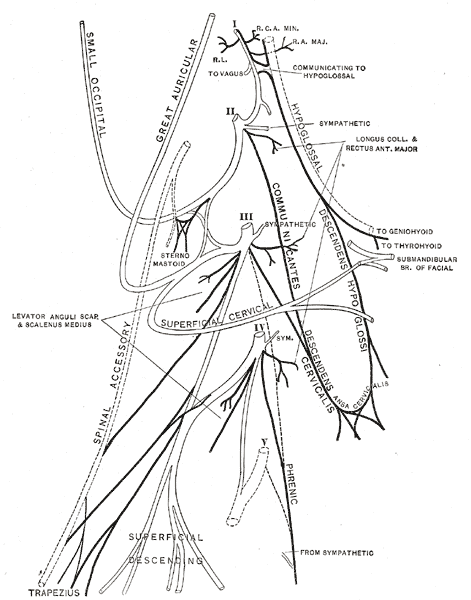
頸襻的結構。
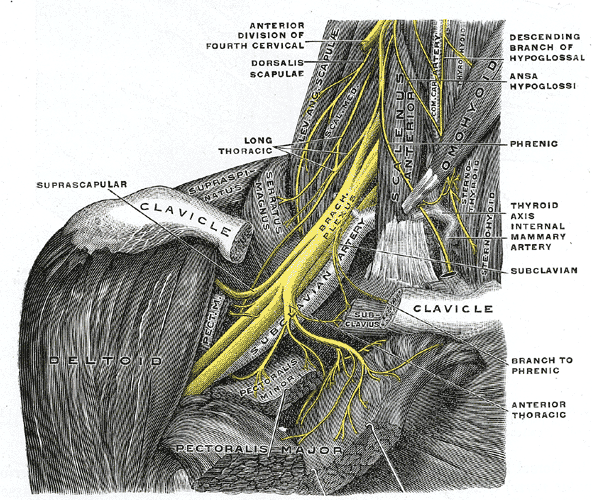
臂神經叢圖，頸襻在畫面右上方，標為「Ansa hypoglossi」。
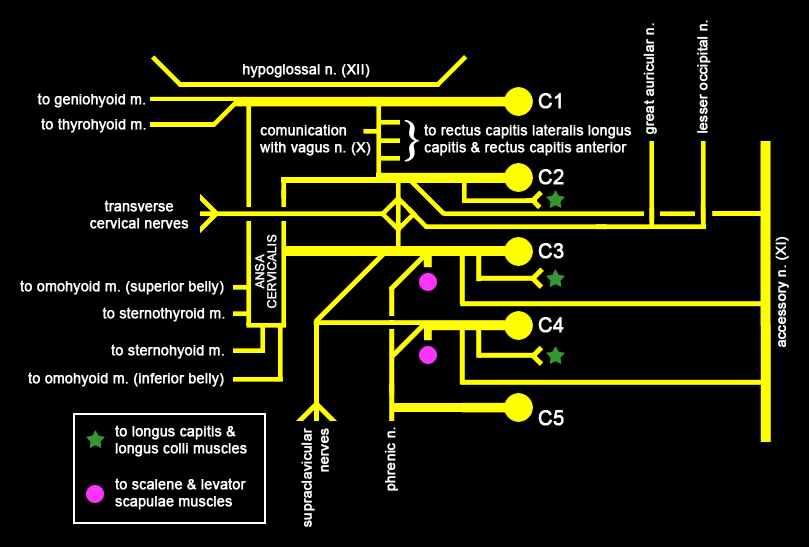
頸神經叢。
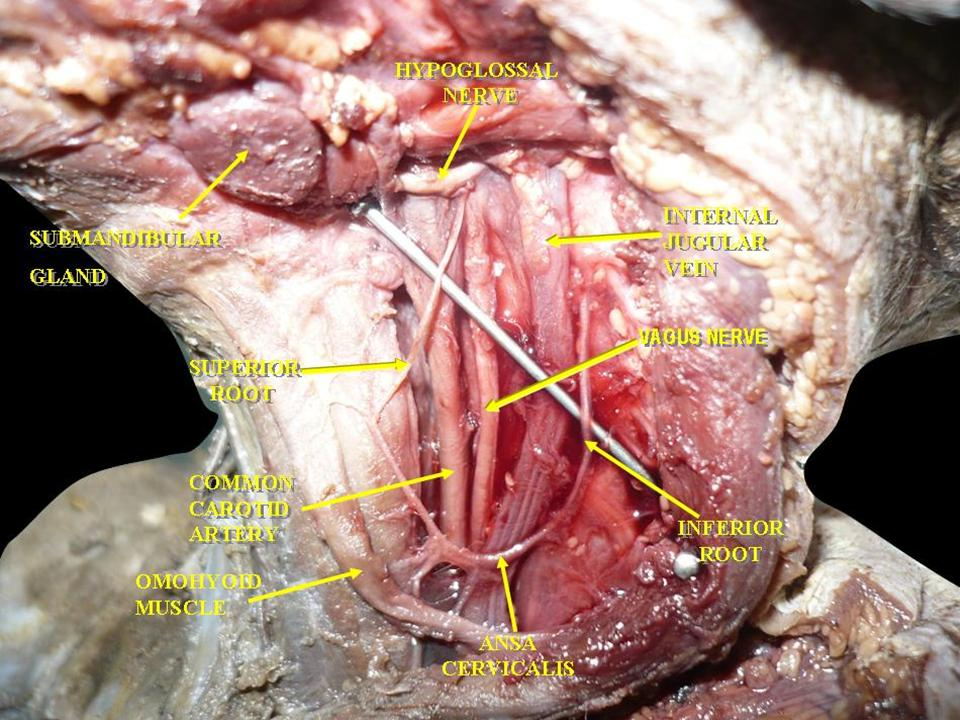
新生兒解剖：頸部肌肉、血管、神經。畫面中可明顯看見頸襻。

## 外部連結
- Anatomy figure: 25:03-08 at Human Anatomy Online, SUNY Downstate Medical Center
- Photo and description at Tufts University
- MedicalMnemonics.com: 1042
- https://web.archive.org/web/20080304085514/http://www.med.mun.ca/anatomyts/nerve/cerplex.htm